# Purpose World Tour
Die Purpose World Tour war die dritte Welttournee des kanadischen Sängers Justin Bieber. Bei der Tournee wurden überwiegend Lieder seines vierten Studioalbums Purpose gesungen. Die Tournee begann am 9. März 2016 in Seattle, Washington. Die Tour endete am 2. Juli 2017 in London, nachdem die restlichen Konzerte am 24. Juli 2017 abgesagt wurden.

## Hintergrund
Die Tournee wurde am 11. November 2015 in der The Ellen DeGeneres Show angekündigt. Am selben Tag wurden 58 Konzertdaten für die USA und Kanada auf der Webseite des Sängers veröffentlicht. Durch die sehr hohe Nachfrage wurden weitere Konzerte in Los Angeles, Atlanta, Philadelphia, Boston, Miami und New York hinzugefügt, sodass die Gesamtanzahl in Nordamerika 66 Konzerte beträgt.
Am 9. Dezember 2015 wurden erste Konzertdaten für Europa angekündigt, zu denen später aufgrund hoher Nachfrage weitere Konzerte in Island, Kroatien, England, Schottland, Irland, Paris, Oslo und Stockholm hinzugefügt wurden.
Im Januar 2016 begannen die Proben in Los Angeles.
Am 3. Oktober 2016 wurde neben der Bekanntgabe fünf weiterer Konzerte in Australien und Neuseeland auch Martin Garrix als Special Guest angekündigt.
Im November und Dezember 2016 wurde die Purpose Tour als Teil einiger Festivals in Europa im Sommer 2017 angekündigt.
Am 5. Dezember 2016 kündigte Bieber in der The Ellen DeGeneres Show eine Stadion-Tournee für den Sommer 2017 in den Vereinigten Staaten an. Zunächst wurde ein Konzert am 5. August 2017 im Rose Bowl Stadium in Pasadena bestätigt. Am 24. Juli 2017 wurden die restlichen Konzerte, inklusive der im Dezember angekündigten Stadion-Tournee in den Vereinigten Staaten, abgesagt.
2020 musste die geplante Changes Tour aufgrund der Coronavirus-Pandemie verschoben werden. Bieber sollte am 14. Mai 2020 seine erste Live-Tour nach drei Jahren starten. Nun war er allerdings gezwungen, die 45 Konzerte wegen der Ausbreitung des Coronavirus nach hinten zu verschieben, außerdem änderte sich der Tourname zu „World Tour 2021“.

## Setlist
Die Reihenfolge und Auswahl der Lieder können bei verschiedenen Konzerten teilweise abweichen. Die folgende Liste entspricht der des Konzertes in Seattle am 9. März 2016.
1. Mark My Words
2. Where Are Ü Now
3. I’ll Show You
4. The Feeling
5. Get Used to It
6. Cold Water
7. Love Yourself
8. Home to Mama
9. Been You
10. Company
11. No Sense
12. Boyfriend
13. Hold Tight
14. As Long As You Love Me
15. No Pressure
16. Children
17. Life Is Worth Living
18. What Do You Mean?
19. Baby
20. Purpose
21. Sorry

## Konzerte
| Datum              | Stadt             | Land                         | Veranstaltungsort                        | Vorband                             | Besucherzahl          | Einnahmen    |
| Nordamerika        | Nordamerika       | Nordamerika                  | Nordamerika                              | Nordamerika                         | Nordamerika           | Nordamerika  |
| ------------------ | ----------------- | ---------------------------- | ---------------------------------------- | ----------------------------------- | --------------------- | ------------ |
| 9. März 2016       | Seattle           | Vereinigte Staaten           | KeyArena                                 | Corey Harper Moxie Raia             | 12.227 / 12.227       | $1.316.780   |
| 11. März 2016      | Vancouver         | Kanada                       | Rogers Arena                             | Corey Harper Moxie Raia             | 14.648 / 14.648       | $1.337.020   |
| 13. März 2016      | Portland          | Vereinigte Staaten           | Moda Center                              | Corey Harper Post Malone Moxie Raia | 14.146 / 14.146       | $1.336.071   |
| 15. März 2016      | Sacramento        | Vereinigte Staaten           | Sleep Train Arena                        | Post Malone Moxie Raia              | 13.786 / 13.786       | $1,311,567   |
| 17. März 2016      | San Jose          | Vereinigte Staaten           | SAP Center                               | Post Malone Moxie Raia              | 13.508 / 13.508       | $1.427.847   |
| 18. März 2016      | Oakland           | Vereinigte Staaten           | Oracle Arena                             | Post Malone Moxie Raia              | 14.828 / 14.828       | $1.548.782   |
| 20. März 2016      | Los Angeles       | Vereinigte Staaten           | Staples Center                           | Post Malone Moxie Raia              | 41.445 / 41.445       | $4.365.483   |
| 21. März 2016      | Los Angeles       | Vereinigte Staaten           | Staples Center                           | Post Malone Moxie Raia              | 41.445 / 41.445       | $4.365.483   |
| 23. März 2016      | Los Angeles       | Vereinigte Staaten           | Staples Center                           | Post Malone Moxie Raia              | 41.445 / 41.445       | $4.365.483   |
| 25. März 2016      | Las Vegas         | Vereinigte Staaten           | MGM Grand Garden Arena                   | Post Malone Moxie Raia              | 13.483 / 13.483       | $1.411.304   |
| 26. März 2016      | Fresno            | Vereinigte Staaten           | Save Mart Center                         | Post Malone Moxie Raia              | 11.874 / 11.874       | $1.154.574   |
| 29. März 2016      | San Diego         | Vereinigte Staaten           | Valley View Casino Center                | Post Malone Moxie Raia              | 11.571 / 11.571       | $1.120.203   |
| 30. März 2016      | Glendale          | Vereinigte Staaten           | Gila River Arena                         | Post Malone Moxie Raia              | 13.550 / 13.550       | $1.319.238   |
| 2. April 2016      | Salt Lake City    | Vereinigte Staaten           | Vivint Smart Home Arena                  | Post Malone Moxie Raia              | 15.115 / 15.115       | $1.400.612   |
| 4. April 2016      | Denver            | Vereinigte Staaten           | Pepsi Center                             | Post Malone Moxie Raia              | 13.910 / 13.910       | $1.457.492   |
| 6. April 2016      | Kansas City       | Vereinigte Staaten           | Sprint Center                            | Post Malone Moxie Raia              | 13.701 / 13.701       | $1.277.252   |
| 7. April 2016      | Tulsa             | Vereinigte Staaten           | BOK Center                               | Post Malone Moxie Raia              | 13.231 / 13.231       | $1.222.177   |
| 9. April 2016      | Houston           | Vereinigte Staaten           | Toyota Center                            | Post Malone Moxie Raia              | 12.868 / 12.868       | $1.407.652   |
| 10. April 2016     | Dallas            | Vereinigte Staaten           | American Airlines Center                 | Post Malone Moxie Raia              | 14.764 / 14.764       | $1.563.920   |
| 12. April 2016     | Atlanta           | Vereinigte Staaten           | Philips Arena                            | Post Malone Moxie Raia              | 25.717 / 25.717       | $2.726.349   |
| 13. April 2016     | Atlanta           | Vereinigte Staaten           | Philips Arena                            | Post Malone Moxie Raia              | 25.717 / 25.717       | $2.726.349   |
| 19. April 2016     | St. Louis         | Vereinigte Staaten           | Scottrade Center                         | Post Malone Moxie Raia              | 15.450 / 15.450       | $1.433.791   |
| 20. April 2016     | Louisville        | Vereinigte Staaten           | KFC Yum! Center                          | Post Malone Moxie Raia              | 16.496 / 16.496       | $1.513.138   |
| 22. April 2016     | Rosemont          | Vereinigte Staaten           | Allstate Arena                           | Post Malone Moxie Raia              | 28.519 / 28.519       | $2.952.529   |
| 23. April 2016     | Rosemont          | Vereinigte Staaten           | Allstate Arena                           | Post Malone Moxie Raia              | 28.519 / 28.519       | $2.952.529   |
| 25. April 2016     | Auburn Hills      | Vereinigte Staaten           | The Palace of Auburn Hills               | Post Malone Moxie Raia              | 14.795 / 14.795       | $1.538.259   |
| 26. April 2016     | Cleveland         | Vereinigte Staaten           | Quicken Loans Arena                      | Post Malone Moxie Raia              | 16.028 / 16.028       | $1.480.206   |
| 28. April 2016     | Columbus          | Vereinigte Staaten           | Schottenstein Center                     | Post Malone Moxie Raia              | 13.919 / 13.919       | $1.331.983   |
| 29. April 2016     | Washington, D.C.  | Vereinigte Staaten           | Verizon Center                           | Post Malone Moxie Raia              | 14.917 / 14.917       | $1.551.880   |
| 4. Mai 2016        | Brooklyn          | Vereinigte Staaten           | Barclays Center                          | Post Malone Moxie Raia              | 29.470 / 29.470       | $3.075.262   |
| 5. Mai 2016        | Brooklyn          | Vereinigte Staaten           | Barclays Center                          | Post Malone Moxie Raia              | 29.470 / 29.470       | $3.075.262   |
| 7. Mai 2016        | Philadelphia      | Vereinigte Staaten           | Wells Fargo Center                       | Post Malone Moxie Raia              | 30.535 / 30.535       | $3.131.498   |
| 8. Mai 2016        | Philadelphia      | Vereinigte Staaten           | Wells Fargo Center                       | Post Malone Moxie Raia              | 30.535 / 30.535       | $3.131.498   |
| 10. Mai 2016       | Boston            | Vereinigte Staaten           | TD Garden                                | Post Malone Moxie Raia              | 28.406 / 28.406       | $2.962.651   |
| 11. Mai 2016       | Boston            | Vereinigte Staaten           | TD Garden                                | Post Malone Moxie Raia              | 28.406 / 28.406       | $2.962.651   |
| 13. Mai 2016       | Ottawa            | Kanada                       | Canadian Tire Centre                     | The Knocks Moxie Raia               | 13.697 / 13.697       | $1.297.390   |
| 14. Mai 2016       | Quebec            | Kanada                       | Videotron Centre                         | The Knocks Moxie Raia               | 14.014 / 14.014       | $1.284.730   |
| 16. Mai 2016       | Montreal          | Kanada                       | Bell Centre                              | Post Malone Moxie Raia              | 15.956 / 15.956       | $1.473.300   |
| 18. Mai 2016       | Toronto           | Kanada                       | Air Canada Centre                        | Post Malone Moxie Raia              | 31.482 / 31.482       | $2.906.010   |
| 19. Mai 2016       | Toronto           | Kanada                       | Air Canada Centre                        | Post Malone Moxie Raia              | 31.482 / 31.482       | $2.906.010   |
| 11. Juni 2016      | Winnipeg          | Kanada                       | MTS Centre                               | Moxie Raia                          | 12.228 / 12.228       | $1.210.850   |
| 13. Juni 2016      | Calgary           | Kanada                       | Scotiabank Saddledome                    | Post Malone Moxie Raia              | 12.944 / 12.944       | $1.269.300   |
| 14. Juni 2016      | Edmonton          | Kanada                       | Rexall Place                             | Post Malone Moxie Raia              | 13.802 / 13.802       | $1.319.790   |
| 16. Juni 2016      | Saskatoon         | Kanada                       | SaskTel Centre                           | Post Malone Moxie Raia              | 12.741 / 12.741       | $1.179.080   |
| 18. Juni 2016      | Fargo             | Vereinigte Staaten           | Fargodome                                | Post Malone Moxie Raia              | 12.451 / 12.451       | $1.177.819   |
| 19. Juni 2016      | Minneapolis       | Vereinigte Staaten           | Target Center                            | Post Malone Moxie Raia              | 14.498 / 14.498       | $1.514.540   |
| 21. Juni 2016      | Lincoln           | Vereinigte Staaten           | Pinnacle Bank Arena                      | Post Malone Moxie Raia              | 13.048 / 13.048       | $1.244.748   |
| 22. Juni 2016      | Des Moines        | Vereinigte Staaten           | Wells Fargo Arena                        | Post Malone Moxie Raia              | 13.086 / 13.086       | $1.251.093   |
| 24. Juni 2016      | Cincinnati        | Vereinigte Staaten           | U.S. Bank Arena                          | Post Malone Moxie Raia              | 12.522 / 12.522       | $1.193.105   |
| 25. Juni 2016      | Indianapolis      | Vereinigte Staaten           | Bankers Life Fieldhouse                  | Post Malone Moxie Raia              | 14.403 / 14.403       | $1.363.344   |
| 27. Juni 2016      | Nashville         | Vereinigte Staaten           | Bridgestone Arena                        | Post Malone Moxie Raia              | 14.051 / 14.051       | $1.368.341   |
| 29. Juni 2016      | Jacksonville      | Vereinigte Staaten           | Jacksonville Arena                       | Post Malone Moxie Raia              | 11.590 / 11.590       | $1.116.384   |
| 30. Juni 2016      | Orlando           | Vereinigte Staaten           | Amway Center                             | Post Malone Moxie Raia              | 13.282 / 13.282       | $1.273.025   |
| 2. Juli 2016       | Miami             | Vereinigte Staaten           | American Airlines Arena                  | Post Malone Moxie Raia              | 27.019 / 27.019       | $2.836.286   |
| 3. Juli 2016       | Miami             | Vereinigte Staaten           | American Airlines Arena                  | Post Malone Moxie Raia              | 27.019 / 27.019       | $2.836.286   |
| 6. Juli 2016       | Greensboro        | Vereinigte Staaten           | Greensboro Coliseum                      | Post Malone Moxie Raia              | 14.832 / 14.832       | $1.421.008   |
| 7. Juli 2016       | Baltimore         | Vereinigte Staaten           | Royal Farms Arena                        | Post Malone Moxie Raia              | 13.325 / 13.325       | $1.199.139   |
| 9. Juli 2016       | Newark            | Vereinigte Staaten           | Prudential Center                        | Post Malone Moxie Raia              | 13.739 / 13.739       | $1.475.513   |
| 10. Juli 2016      | Hartford          | Vereinigte Staaten           | XL Center                                | Post Malone Moxie Raia              | 11.930 / 11.930       | $1.169.815   |
| 12. Juli 2016      | Buffalo           | Vereinigte Staaten           | First Niagara Center                     | Post Malone Moxie Raia              | 14.424 / 14.424       | $1.376.691   |
| 13. Juli 2016      | Pittsburgh        | Vereinigte Staaten           | Consol Energy Center                     | Post Malone Moxie Raia              | 14.508 / 14.508       | $1.353.964   |
| 15. Juli 2016      | Atlantic City     | Vereinigte Staaten           | Boardwalk Hall                           | Post Malone Moxie Raia              | 12.829 / 12.829       | $1.241.152   |
| 18. Juli 2016      | New York City     | Vereinigte Staaten           | Madison Square Garden                    | Post Malone Moxie Raia              | 29.425 / 29.425       | $3.340.025   |
| 19. Juli 2016      | New York City     | Vereinigte Staaten           | Madison Square Garden                    | Post Malone Moxie Raia              | 29.425 / 29.425       | $3.340.025   |
| Asien              |                   |                              |                                          |                                     |                       |              |
| 13. August 2016    | Chiba             | Japan                        | Makuhari Messe                           | —                                   | —                     | —            |
| 14. August 2016    | Chiba             | Japan                        | Makuhari Messe                           | —                                   | —                     | —            |
| Europa             |                   |                              |                                          |                                     |                       |              |
| 8. September 2016  | Kópavogur         | Island                       | Kórinn                                   | …                                   | –                     | –            |
| 9. September 2016  | Kópavogur         | Island                       | Kórinn                                   | …                                   | –                     | –            |
| 14. September 2016 | Berlin            | Deutschland                  | Mercedes-Benz Arena                      | …                                   | –                     | –            |
| 16. September 2016 | München           | Deutschland                  | Olympiahalle                             | …                                   | –                     | –            |
| 18. September 2016 | Köln              | Deutschland                  | Lanxess Arena                            | …                                   | –                     | –            |
| 20. September 2016 | Paris             | Frankreich                   | AccorHotels Arena                        | …                                   | –                     | –            |
| 21. September 2016 | Paris             | Frankreich                   | AccorHotels Arena                        | …                                   | –                     | –            |
| 23. September 2016 | Oslo              | Norwegen                     | Telenor Arena                            | …                                   | –                     | –            |
| 24. September 2016 | Oslo              | Norwegen                     | Telenor Arena                            | …                                   | –                     | –            |
| 26. September 2016 | Helsinki          | Finnland                     | Hartwall Arena                           | …                                   | –                     | –            |
| 27. September 2016 | Helsinki          | Finnland                     | Hartwall Arena                           | …                                   | –                     | –            |
| 29. September 2016 | Stockholm         | Schweden                     | Tele2 Arena                              | …                                   | –                     | –            |
| 30. September 2016 | Stockholm         | Schweden                     | Tele2 Arena                              | …                                   | –                     | –            |
| 2. Oktober 2016    | Kopenhagen        | Dänemark                     | Telia Parken                             | …                                   | –                     | –            |
| 5. Oktober 2016    | Antwerpen         | Belgien                      | Sportpaleis                              | …                                   | –                     | –            |
| 6. Oktober 2016    | Antwerpen         | Belgien                      | Sportpaleis                              | …                                   | –                     | –            |
| 8. Oktober 2016    | Arnhem            | Niederlande                  | GelreDome                                | …                                   | –                     | –            |
| 9. Oktober 2016    | Arnhem            | Niederlande                  | GelreDome                                | …                                   | –                     | –            |
| 11. Oktober 2016   | London            | England                      | The O2 Arena                             | …                                   | –                     | –            |
| 12. Oktober 2016   | London            | England                      | The O2 Arena                             | …                                   | –                     | –            |
| 14. Oktober 2016   | London            | England                      | The O2 Arena                             | …                                   | –                     | –            |
| 15. Oktober 2016   | London            | England                      | The O2 Arena                             | …                                   | –                     | –            |
| 17. Oktober 2016   | Birmingham        | England                      | Barclaycard Arena                        | …                                   | –                     | –            |
| 18. Oktober 2016   | Birmingham        | England                      | Barclaycard Arena                        | …                                   | –                     | –            |
| 20. Oktober 2016   | Manchester        | England                      | Manchester Arena                         | …                                   | –                     | –            |
| 21. Oktober 2016   | Manchester        | England                      | Manchester Arena                         | …                                   | –                     | –            |
| 23. Oktober 2016   | Manchester        | England                      | Manchester Arena                         | …                                   | –                     | –            |
| 24. Oktober 2016   | Birmingham        | England                      | Genting Arena                            | …                                   | –                     | –            |
| 26. Oktober 2016   | Sheffield         | England                      | Sheffield Arena                          | …                                   | –                     | –            |
| 28. Oktober 2016   | Glasgow           | Schottland                   | The SSE Hydro                            | …                                   | –                     | –            |
| 29. Oktober 2016   | Glasgow           | Schottland                   | The SSE Hydro                            | …                                   | –                     | –            |
| 30. Oktober 2016   | Glasgow           | Schottland                   | The SSE Hydro                            | …                                   | –                     | –            |
| 1. November 2016   | Dublin            | Irland                       | 3Arena                                   | …                                   | –                     | –            |
| 2. November 2016   | Dublin            | Irland                       | 3Arena                                   | …                                   | –                     | –            |
| 8. November 2016   | Wien              | Österreich                   | Wiener Stadthalle                        | …                                   | –                     | –            |
| 9. November 2016   | Zagreb            | Kroatien                     | Arena Zagreb                             | …                                   | –                     | –            |
| 11. November 2016  | Krakau            | Polen                        | Tauron Arena                             | …                                   | –                     | –            |
| 12. November 2016  | Prag              | Tschechien                   | O2 Arena                                 | …                                   | –                     | –            |
| 14. November 2016  | Hamburg           | Deutschland                  | Barclaycard Arena                        | …                                   | –                     | –            |
| 16. November 2016  | Frankfurt         | Deutschland                  | Festhalle                                | …                                   | –                     | –            |
| 17. November 2016  | Zürich            | Schweiz                      | Hallenstadion                            | …                                   | –                     | –            |
| 19. November 2016  | Bologna           | Italien                      | Unipol Arena                             | …                                   | –                     | –            |
| 20. November 2016  | Bologna           | Italien                      | Unipol Arena                             | …                                   | –                     | –            |
| 22. November 2016  | Barcelona         | Spanien                      | Palau Sant Jordi                         | …                                   | –                     | –            |
| 23. November 2016  | Madrid            | Spanien                      | Barclaycard Center                       | …                                   | –                     | –            |
| 25. November 2016  | Lissabon          | Portugal                     | MEO Arena                                | …                                   | –                     | –            |
| 28. November 2016  | London            | England                      | The O2 Arena                             | …                                   | –                     | –            |
| 29. November 2016  | London            | England                      | The O2 Arena                             |                                     | –                     | –            |
| Nordamerika        |                   |                              |                                          |                                     |                       |              |
| 15. Februar 2017   | Monterrey         | Mexiko                       | Estadio BBVA Bancomer                    | –                                   | –                     | –            |
| 18. Februar 2017   | Mexiko-Stadt      | Mexiko                       | Foro Sol                                 | –                                   | –                     | –            |
| 19. Februar 2017   | Mexiko-Stadt      | Mexiko                       | Foro Sol                                 | –                                   | –                     | –            |
| 21. Februar 2017   | Mexiko-Stadt      | Mexiko                       | Foro Sol                                 | –                                   | –                     | –            |
| Ozeanien           |                   |                              |                                          |                                     |                       |              |
| 6. März 2017       | Perth             | Australien                   | nib Stadium                              | Martin Garrix                       | –                     | –            |
| 10. März 2017      | Melbourne         | Australien                   | Etihad Stadium                           | Martin Garrix                       | –                     | –            |
| 13. März 2017      | Brisbane          | Australien                   | Suncorp Stadium                          | Martin Garrix                       | –                     | –            |
| 15. März 2017      | Sydney            | Australien                   | ANZ Stadium                              | Martin Garrix                       | –                     | –            |
| 18. März 2017      | Auckland          | Neuseeland                   | Mt Smart Stadium                         | Martin Garrix                       | –                     | –            |
| Südamerika         |                   |                              |                                          |                                     |                       |              |
| 23. März 2017      | Santiago de Chile | Chile                        | Estadio Nacional Julio Martínez Prádanos | –                                   | –                     | –            |
| 29. März 2017      | Rio de Janeiro    | Brasilien                    | Praça da Apoteose                        | –                                   | –                     | –            |
| 1. April 2017      | São Paulo         | Brasilien                    | Allianz Parque                           | –                                   | –                     | –            |
| 2. April 2017      | São Paulo         | Brasilien                    | Allianz Parque                           | –                                   | –                     | –            |
| 5. April 2017      | Lima              | Peru                         | Estadio Nacional de Lima                 | –                                   | –                     | –            |
| 8. April 2017      | Quito             | Ecuador                      | Estadio Olímpico Atahualpa               | –                                   | –                     | –            |
| 12. April 2017     | Bogotá            | Kolumbien                    | Estadio El Campín                        | –                                   | –                     | –            |
| Mittelamerika      |                   |                              |                                          | –                                   | –                     | –            |
| 15. April 2017     | Punta Cana        | Dominikanische Republik      | Hard Rock Hotel and Casino               | –                                   | –                     | –            |
| 18. April 2017     | San Juan          | Puerto Rico                  | José Miguel Agrelot Coliseum             | –                                   | –                     | –            |
| 21. April 2017     | Panama-Stadt      | Panama                       | Plaza Figali                             | –                                   | –                     | –            |
| 24. April 2017     | San José          | Costa Rica                   | Estadio Nacional de Costa Rica           | –                                   | –                     | –            |
| Asien              |                   |                              |                                          |                                     |                       |              |
| 3. Mai 2017        | Tel Aviv          | Israel                       | Yarkon Park                              | –                                   | –                     | –            |
| 6. Mai 2017        | Dubai             | Vereinigte Arabische Emirate | Autism Rocks Arena                       | –                                   | –                     | –            |
| 10. Mai 2017       | Mumbai            | Indien                       | DY Patil Stadium                         | –                                   | –                     | –            |
| Afrika             |                   |                              |                                          | –                                   | –                     | –            |
| 14. Mai 2017       | Johannesburg      | Südafrika                    | Soccer City                              | –                                   | –                     | –            |
| 17. Mai 2017       | Kapstadt          | Südafrika                    | Cape Town Stadium                        |                                     |                       |              |
| Europa             |                   |                              |                                          |                                     |                       |              |
| 3. Juni 2017       | Landgraaf         | Niederlande                  | Megaland                                 | —                                   | —                     | —            |
| 5. Juni 2017       | Aarhus            | Dänemark                     | Jutland Racecourse                       | Rudimental Gnash Adam Daniel        | —                     | —            |
| 7. Juni 2017       | Stavanger         | Norwegen                     | Forus Travbane                           | —                                   | —                     | —            |
| 10. Juni 2017      | Stockholm         | Schweden                     | Gärdet                                   | —                                   | —                     | —            |
| 15. Juni 2017      | Bern              | Schweiz                      | Stade de Suisse                          | Halsey                              | 32.108 / 40.236       | $3.128.564   |
| 18. Juni 2017      | Monza             | Italien                      | Autodromo Nazionale Monza                | —                                   | —                     | —            |
| 21. Juni 2017      | Dublin            | Irland                       | RDS Arena                                | —                                   | 30.000                | —            |
| 24. Juni 2017      | Villeneuve-d’Ascq | Frankreich                   | Stade Pierre Mauroy                      | —                                   | —                     | —            |
| 25. Juni 2017      | Frankfurt         | Deutschland                  | Commerzbank-Arena                        | —                                   | —                     | —            |
| 30. Juni 2017      | Cardiff           | Wales                        | Principality Stadium                     | Halsey                              | 38.434 / 45.201       | $2.653.174   |
| 2. Juli 2017       | London            | England                      | Hyde Park                                | Martin Garrix Tove Lo Anne-Marie    | —                     | —            |
| Insgesamt          | Insgesamt         | Insgesamt                    | Insgesamt                                | Insgesamt                           | 2.782.885 / 2.841.589 | $256.384.056 |

## Abgesagte Konzerte
Folgende Konzerte wurden am 24. Juli 2017 abgesagt:
| Datum              | Stadt           | Land               | Veranstaltungsort                   |
| Nordamerika        | Nordamerika     | Nordamerika        | Nordamerika                         |
| ------------------ | --------------- | ------------------ | ----------------------------------- |
| 5. August 2017     | Pasadena        | Vereinigte Staaten | Rose Bowl Stadium                   |
| 12. August 2017    | Denver          | Vereinigte Staaten | Sports Authority Field at Mile High |
| 18. August 2017    | Minneapolis     | Vereinigte Staaten | U.S. Bank Stadium                   |
| 23. August 2017    | East Rutherford | Vereinigte Staaten | MetLife Stadium                     |
| 29. August 2017    | Foxborough      | Vereinigte Staaten | Gillette Stadium                    |
| 5. September 2017  | Toronto         | Kanada             | Rogers Centre                       |
| 6. September 2017  | Toronto         | Kanada             | Rogers Centre                       |
| Asien              |                 |                    |                                     |
| 23. September 2017 | Tokio           | Japan              | Ajinomoto-Stadion                   |
| 24. September 2017 | Tokio           | Japan              | Ajinomoto-Stadion                   |
| 27. September 2017 | Hongkong        | Hongkong           | AsiaWorld-Arena                     |
| 30. September 2017 | Santa Maria     | Philippinen        | Philippine Arena                    |
| 7. Oktober 2017    | Singapur        | Singapur           | Nationalstadion Singapur            |
| 10. Oktober 2017   | Jakarta         | Indonesien         | Ancol Park                          |